# Lijst van confessionele studentenverenigingen in Nederland
Dit is de lijst van confessionele studentenverenigingen, studenten- en studieverenigingen en afdelingen van landelijke verenigingen die zich met richten op met name christelijke studenten, in Nederland. Deze verenigingen worden wel 'confessioneel' genoemd, omdat zij zich baseren op een 'confessie', dat wil zeggen een bepaalde godsdienstige geloofsleer.
Voor verenigingen met primair een andere functie, zie onder andere:
- Lijst van studentengezelligheidsverenigingen in Nederland
- Lijst van Nederlandse studentensportverenigingen
- Lijst van hbo-studieverenigingen
- Lijst van Nederlandse universitaire studieverenigingen

## Landelijk

### Overkoepelend orgaan
- Civitas Studiosorum in Fundamento Reformato (C.S.F.R.)
- Depositum Custodi
- HBO Landelijk Overkoepelend Overleg orGaan (HBOLOOG)
- V.C.S. Ichthus Landelijk
- Navigators Studentenverenigingen
- Platform onder IFES-Nederland Theologiestudenten (PoINT)
- Solidamentum
- Societas Studiosorum Reformatorum (opgeheven in 1969)
- Vereniging van Gereformeerde Studenten-Nederland (VGS)
- Virtute Dei

### Netwerkorgaan
- IFES-Nederland
- Overkoepelend Zuster Overleg Nederland

## Lokaal

### Amsterdam
| Vereniging | Oprichtingsdatum | Status                          | Doelgroep/Instituut | Koepelorganisatie/Netwerk                                                                          | Ledental | Afbeelding |
| --- | ---------------- | ------------------------------- | --- | -------------------------------------------------------------------------------------------------- | -------- | ---------- |
| Am.St.E.Lo.D.A.M.E.N.S.E. | 9 december 1958  | Actief als dispuut van C.S.F.R. | Studenten van Gereformeerde Bond, Gereformeerde Gemeenten & Christelijke Gereformeerde Kerken                          | Civitas Studiosorum in Fundamento Reformato                                                        | 60       |            |
| GSVA Petrus Plancius | 1969             | Opgeheven                       | Christelijke universitaire en hbo-studenten                                                                            | | 70       |            |
| E.S.V. Ichthus Amsterdam | 9 april 1965     | Actief                          | Universitaire en hbo-studenten                                                                                         | V.C.S. Ichthus Landelijk                                                                           | 40       |            |
| Navigators Studentenvereniging Amsterdam                                                                                       | 1990             | Actief                          | Universitaire en hbo-studenten                                                                                         | Navigators Studentenverenigingen                                                                   | 300      |            |
| Vereniging van Gereformeerde Studenten te Amsterdam (1947-1977) Vereniging van Christelijke Studenten te Amsterdam (1977-2002) | 11 november 1947 | Opgeheven                       | Vrijgemaakt-gereformeerde studenten (1947-1967) Gereformeerde studenten (1967-1977) Christelijke studenten (1977-2002) | Vereniging van Gereformeerde Studenten-Nederland (tot 1967) Overkoepelend Zuster Overleg Nederland |          |            |

### Apeldoorn
- Per Fidem Studiumque Ad Rostra

### Arnhem
| Vereniging       | Opgericht        | Status | Doelgroep/Instituut            | Koepelorganisatie/Netwerk | Ledental | Afbeelding |
| ---------------- | ---------------- | ------ | ------------------------------ | ------------------------- | -------- | ---------- |
| Betula pubescens | 22 november 1972 | Actief | Universitaire en hbo-studenten |                           | 25       |            |
| Ichthus Arnhem   | 1975             | Actief | Universitaire en hbo-studenten | V.C.S. Ichthus Landelijk  | 25       |            |

### Breda
| Vereniging                                                  | Oprichtingsdatum | Status                             | Doelgroep/Instituut                                        | Koepelorganisatie/Netwerk                        | Ledental | Afbeelding |
| ----------------------------------------------------------- | ---------------- | ---------------------------------- | ---------------------------------------------------------- | ------------------------------------------------ | -------- | ---------- |
| C.S.V. Alpha Breda                                          |                  | Opgeheven, geïntegreerd in Ichthus | Avans Hogeschool NHTV internationaal hoger onderwijs Breda | C.S.V. Alpha Landelijk                           |          |            |
| C.S.V. Ichthus Breda                                        |                  | Actief                             | Avans Hogeschool NHTV internationaal hoger onderwijs Breda | V.C.S. Ichthus Landelijk                         | 30       |            |
| Vereniging van Gereformeerde Tilburgse en Bredase Studenten |                  | Actief                             | Avans Hogeschool NHTV internationaal hoger onderwijs Breda | Vereniging van Gereformeerde Studenten-Nederland |          |            |

### Delft
| Vereniging                                      | Oprichtingsdatum | Status                          | Doelgroep/Instituut                                                                           | Koepelorganisatie/Netwerk | Ledental | Afbeelding |
| ----------------------------------------------- | ---------------- | ------------------------------- | --------------------------------------------------------------------------------------------- | --- | -------- | ---------- |
| Civitas Studiosorum Reformatorum                | 16 juni 1961     | Actief                          | Technische Universiteit Delft hbo-studenten                                                   | Societas Studiosorum Reformatorum (tot 1968) IFES-Nederland (sinds 1968) Overkoepelend Zuster Overleg Nederland Verenigingsraad Delft Landelijke Kamer van Verenigingen | 260      |            |
| Johannes Calvijn                                | 9 december 1958  | Actief als dispuut van C.S.F.R. | Studenten van Gereformeerde Bond, Gereformeerde Gemeenten & Christelijke Gereformeerde Kerken | Civitas Studiosorum in Fundamento Reformato Verenigingsraad Delft | 100      |            |
| NS-Delft                                        | 3 Maart 1993     | Actief                          | universitaire en hbo-studenten                                                                | Navigators Studentenverenigingen | 48       |            |
| Vereniging van Gereformeerde Studenten te Delft | 23 maart 1961    | Actief                          | Studenten van de Technische Universiteit Delft                                                | Vereniging van Gereformeerde Studenten-Nederland Verenigingsraad Delft IFES-Nederland (sinds 1994)                                                                      | 80       |            |

### Deventer
- Pro Deo (HBOLOOG)

### Dronten
- Ichthus Dronten (voorheen Alpha Dronten)
- USRA (Unio Studiosorum Reformatorum Agriculturae)
- Vis Vitalis (HBOLOOG)

### Ede
| Vereniging                         | Oprichtingsdatum | Status                 | Doelgroep/Instituut | Koepelorganisatie/Netwerk        | Ledental | Afbeelding |
| ---------------------------------- | ---------------- | ---------------------- | --- | -------------------------------- | -------- | ---------- |
| Alpha Ede                          |                  | Actief als Ichthus Ede | Christelijke Hogeschool Ede                                                                                               | Alphastudentenverenigingen       |          |            |
| Ichthus Ede                        |                  | Actief                 | Christelijke Hogeschool Ede                                                                                               | V.C.S. Ichthus Landelijk         | 160      |            |
| Solidamentum kring Ede             | 2014 (fusie)     | Actief                 | Avans Hogeschool, Christelijke Hogeschool Ede, Hogeschool Utrecht, Radboud Universiteit, Wageningen University & Research | Solidamentum                     | 60       |            |
| Navigators Studentenvereniging Ede | 2006             | Actief                 | Christelijke Hogeschool Ede                                                                                               | Navigators Studentenverenigingen | 215      |            |

### Eindhoven
| Vereniging                                          | Oprichtingsdatum | Status                               | Doelgroep/Instituut                                                                           | Koepelorganisatie/Netwerk                        | Ledental | Afbeelding |
| --------------------------------------------------- | ---------------- | ------------------------------------ | --------------------------------------------------------------------------------------------- | ------------------------------------------------ | -------- | ---------- |
| Emèt Qenee (ook voor Tilburg)                       | 2 februari 1993  | Actief als dispuut van C.S.F.R.      | Studenten van Gereformeerde Bond, Gereformeerde Gemeenten & Christelijke Gereformeerde Kerken | Civitas Studiosorum in Fundamento Reformato      | 25       |            |
| Ichthus Eindhoven                                   | 1969             | Actief                               | Technische Universiteit Eindhoven                                                             | V.C.S. Ichthus Landelijk                         | 100      |            |
| Navigators Eindhoven                                | 2010             | Actief                               | Technische Universiteit Eindhoven                                                             | Navigators Studentenverenigingen                 | 15       |            |
| Vereniging van Gereformeerde Studenten te Eindhoven |                  | Opgegaan in C.S.V. Ichthus Eindhoven | Technische Universiteit Eindhoven                                                             | Vereniging van Gereformeerde Studenten-Nederland |          |            |

|}

### Enschede
| Vereniging                                       | Oprichtingsdatum | Status | Doelgroep/Instituut           | Koepelorganisatie/Netwerk                                | Ledental | Afbeelding |
| ------------------------------------------------ | ---------------- | ------ | ----------------------------- | -------------------------------------------------------- | -------- | ---------- |
| C.S.V. Alpha                                     | 28 april 1980    | Actief | Universiteit Twente en Saxion | Overkoepelend Zuster Overleg Nederland ChOOSE            | 130      |            |
| Navigators Studentenvereniging Enschede          | 1971             | Actief | Universiteit Twente en Saxion | Navigators Studentenverenigingen ChOOSE                  | 123      |            |
| Vereniging van Gereformeerde Studenten in Twente | 16 juni 1983     | Actief | Universiteit Twente en Saxion | Vereniging van Gereformeerde Studenten-Nederland ChOOSE  | 90       |            |
| Reformatorische Studentenkring                   |                  | Actief |                               | buitengewoon lid V.C.S. Ichthus Landelijk, ChOOSE & IFES | 60       |            |
| RKS Ariëns Katholieke Studenten Enschede         | 2008             | Actief | Universiteit Twente           | Katholieke Studenten Nederland                           |          |            |

### Gouda
- * Semper Fidelis (Christelijk reformatorische studentenvereniging)[1]
- Solidamentum

### 's Gravenhage
- Ars Vivendi (HBOLOOG) (Opgeheven)
- Ichthus Den Haag (voorheen Alpha Den Haag) (Opgeheven)
- Navigators Studentenvereniging Den Haag

### Groningen
- Ad Tempus Vitae (HBOLOOG) (Gefuseerd met GSV Groningen)
- Gereformeerde StudentenVereniging
- Ichthus Groningen
- Navigators Studentenvereniging Groningen
- C.S.F.R. Groningen - dispuut Yir’at ‘Adonay (C.S.F.R.-dispuut)

### 's-Hertogenbosch
- k.s.v. Gremio Unio
- Ichthus 's-Hertogenbosch (voorheen Alpha 's-Hertogenbosch)

### Kampen
- Fides Quadrat Intellectum (PoINT & VGS) (Opgeheven 2023)
- To the Point (PoINT) (Opgeheven)

### Leeuwarden
- It Bernlef Ielde (HBOLOOG)
- Navigators Studentenvereniging Leeuwarden

### Leiden
| Vereniging                            | Oprichtingsdatum | Status                          | Doelgroep/Instituut                                                                           | Koepelorganisatie/Netwerk                        | Ledental | Afbeelding |
| ------------------------------------- | ---------------- | ------------------------------- | --------------------------------------------------------------------------------------------- | ------------------------------------------------ | -------- | ---------- |
| Ichthus Leiden                        |                  | Actief                          | Universiteit Leiden Hogeschool Leiden                                                         | V.C.S. Ichthus Landelijk                         |          |            |
| Navigators Studentenvereniging Leiden | 1991             | Actief                          | Universiteit Leiden Hogeschool Leiden                                                         | Navigators Studentenverenigingen PKvV Leiden     | 300      |            |
| Panoplia                              | 1963             | Actief als dispuut van C.S.F.R. | Studenten van Gereformeerde Bond, Gereformeerde Gemeenten & Christelijke Gereformeerde Kerken | Civitas Studiosorum in Fundamento Reformato      | 130      |            |
| VGSL Franciscus Gomarus               | 7 mei 1957       | Actief                          | Universiteit Leiden Hogeschool Leiden                                                         | Vereniging van Gereformeerde Studenten-Nederland | 80       |            |

### Maastricht
- c.s.v Lux ad Mosam (fusie Ichthus en Navigators)
- Trajectum ad Mosam (opgeheven)

### Nijmegen
- Ichthus Nijmegen
- Nijmeegse Studentenvereniging Navigators
- Quo Vadis (C.S.F.R.-dispuut)
- VGSN-TQ (VGS)
- Katholieke Studenten Nijmegen (KSN)

### Rotterdam
- Ichthus (C.S.F.R.-dispuut)
- C.S.V. Ichthus Rotterdam
- Navigators Studentenvereniging Rotterdam
- Quod Nomen Est (HBOLOOG; opgeheven in 2010)
- Vereniging van Gereformeerde Studenten te Rotterdam

### Tilburg
- Emèt Qenee (C.S.F.R.-dispuut)
- Navigators Studentenvereniging Tilburg
- Via Fidei (Fusievereniging tussen Ichthus Tilburg en Vegetist (VGS))

### Utrecht
- Ichthus Utrecht
- Navigators Studentenvereniging Utrecht
- S.S.R.-N.U.
- Sola Scriptura (C.S.F.R.-dispuut)
- Themelios (PoINT) (Opgeheven)
- Theologische Studievereniging Utrecht (PoINT) (Opgeheven)
- Ultrajectum (HBOLOOG) (Opgegaan in Vereniging van Gereformeerde Studenten te Utrecht)
- Vereniging van Gereformeerde Studenten te Utrecht
- Voetius (PoINT)

### Wageningen
- Dei Gratia (C.S.F.R.-dispuut)
- Ichthus Wageningen
- Navigators Studentenvereniging Wageningen
- Vereniging van Gereformeerde Studenten te Wageningen

### Zwolle
- Absens Carens (HBOLOOG)
- Ichthus Zwolle
- Navigators Studenten Zwolle
- GLSV Virtute Dei